# Żydowska Organizacja Bojowa
Żydowska Organizacja Bojowa of ZOB ("Joodse gevechtsorganisatie") was een Joodse verzetsgroep die in 1942 werd opgericht in het getto van de Poolse hoofdstad Warschau. De ZOB bestond voornamelijk uit leden van linksgeoriënteerde jongerenorganisaties. Toen de Duitsers op 19 april 1943 wilden beginnen met het wegvoeren van de laatste bewoners van het getto, werden zij geconfronteerd met gewapend verzet door ZOB-strijders, die samenwerkten met de revisionistische verzetsgroep Żydowski Związek Wojskowy of ZZW ("de Joodse strijdersbond"). De opstand in het getto van Warschau duurde tot 16 mei 1943. Van de circa vierhonderd ZOB-strijders overleefde slechts een dozijn de oorlog. 

## Oprichting
De aanleiding voor de oprichting van de ZOB was de golf van massadeportaties van Joden uit Warschau naar het vernietigingskamp Treblinka die op 22 juli 1942 begon. In de zomer van 1942 werden er van de 380.000 Joden in het getto van Warschau 300.000 naar vernietigingskampen gestuurd of gedood. Dit veranderde de manier waarop de gettobewoners hun overlevingskansen inschatten, en hun bereidheid om verzet te plegen. Met name leden van Joodse jongerenorganisaties wilden in actie komen tegen de Duitsers; de oudere leiding verzette zich aanvankelijk nog tegen dit idee.
Op 28 juli 1942 was er een bijeenkomst van vertegenwoordigers van verschillende zionistische en socialistische (jeugd)groepen, zoals de Algemene Joodse Arbeidersbond (Bund), Hashomer Hatzair ("De Jonge Garde") en Dror ("Vrijheid"). Daar werd besloten tot de oprichting van de Żydowska Organizacja Bojowa - ZOB. Bund hield zich in eerste instantie afzijdig omdat men meende dat verzet alleen zin had als er nauw kon worden samengewerkt met de Poolse ondergrondse. Jongeren uit meer rechtsgeoriënteerde revisionistische organisaties, zoals Betar en Irgoen, sloten zich aan bij de Joodse Strijdersbond (Zydowski Zwiazek Wojskowy - ZZW).

## Ontwikkeling

### Leiders
De ZOB had in eerste instantie geen commandant. De leiding was in handen van de komenda, een groep van vertegenwoordigers van de verschillende deelnemende organisaties. Tot de leiding van ZOB behoorden o.a Mordechaj Anielewicz (1919-1943), Shmuel Bresław (1920-1942), Marek Edelman (1922-2009), Yosef Kaplan (1920-1942), Zivia Lubetkin (1914-1978), Mordechaj Tenenbaum (1916-1943), Israel 'Arie' Wilner (1917-1943) en Yitzhak Zuckerman (1915-1981).

### Contacten buiten het getto
Direct na de oprichting begon de ZOB Joodse gemeenschappen buiten Warschau te waarschuwen over de Duitse plannen voor genocide, en over de ware aard van het kamp Treblinka. Ook waren er de eerste sabotage- en verzetsacties. De komenda probeerde in contact te komen met de Poolse ondergrondse verzetsbewegingen Armia Krajowa (Thuisleger) en Armia Ludowa (Volksleger), en met de Poolse regering in ballingschap. Pogingen om wapens en munitie te kopen liepen in eerste instantie op niets uit. Volgens sommige bronnen had dit te maken met wantrouwen binnen de Poolse ondergrondse vanwege de linkse politieke oriëntatie van ZOB.

### Tegenslag
Op 3 september 1942 werden Yosef Kaplan en Shmuel Breslaw door de Duitsers gevangen genomen en gedood. Ook de kleine wapenvoorraad van de ZOB viel in handen van de Duitsers. Dit was een grote klap voor het moreel. Sommige ZOB-leden stelden een massale zelfmoordactie voor. Zuckerman en Wilner zagen dit als een onnodig verlies van Joodse levens en slaagden erin de leden ervan te overtuigen dat het verzet door moest gaan, maar dat de ondergrondse anders moest worden georganiseerd. Wilner en ZOB-lid Tosia Altman wisten de Armia Krajowa te overreden om een beperkte hoeveelheid wapens te leveren.
Om meer leden te werven overlegde de ZOB met andere politieke bewegingen in het getto. In oktober 1942 bestond de ZOB uit vertegenwoordigers van Hashomer Hatzair, Dror, Gordonia en Akiba. Ook Bund trad nu toe. De revisionistische organisaties waren verenigd in de ZZW.

Leiders van de ZOB
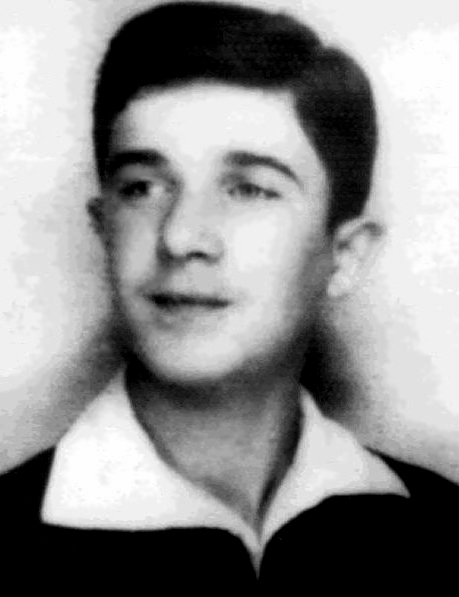
Mordechaj Anielewicz
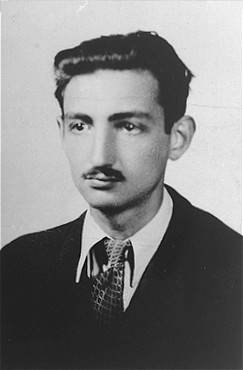
Marek Edelman
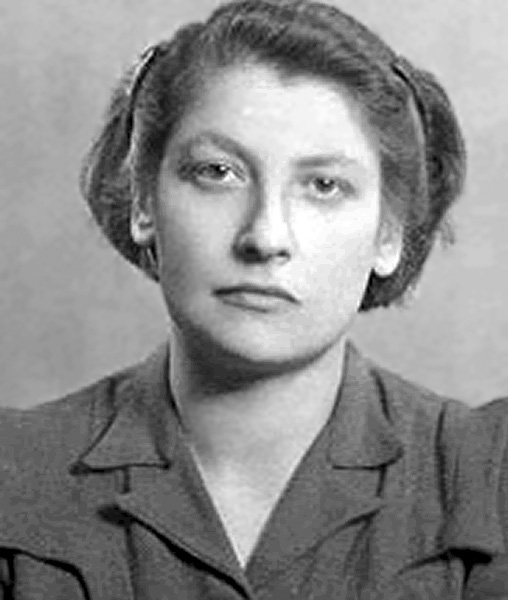
Zivia Lubetkin
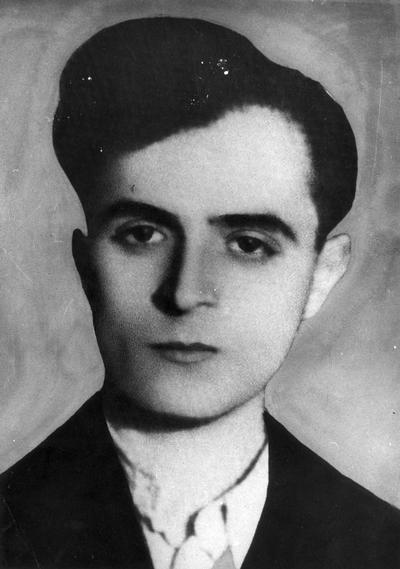
Mordechaj Tenenbaum
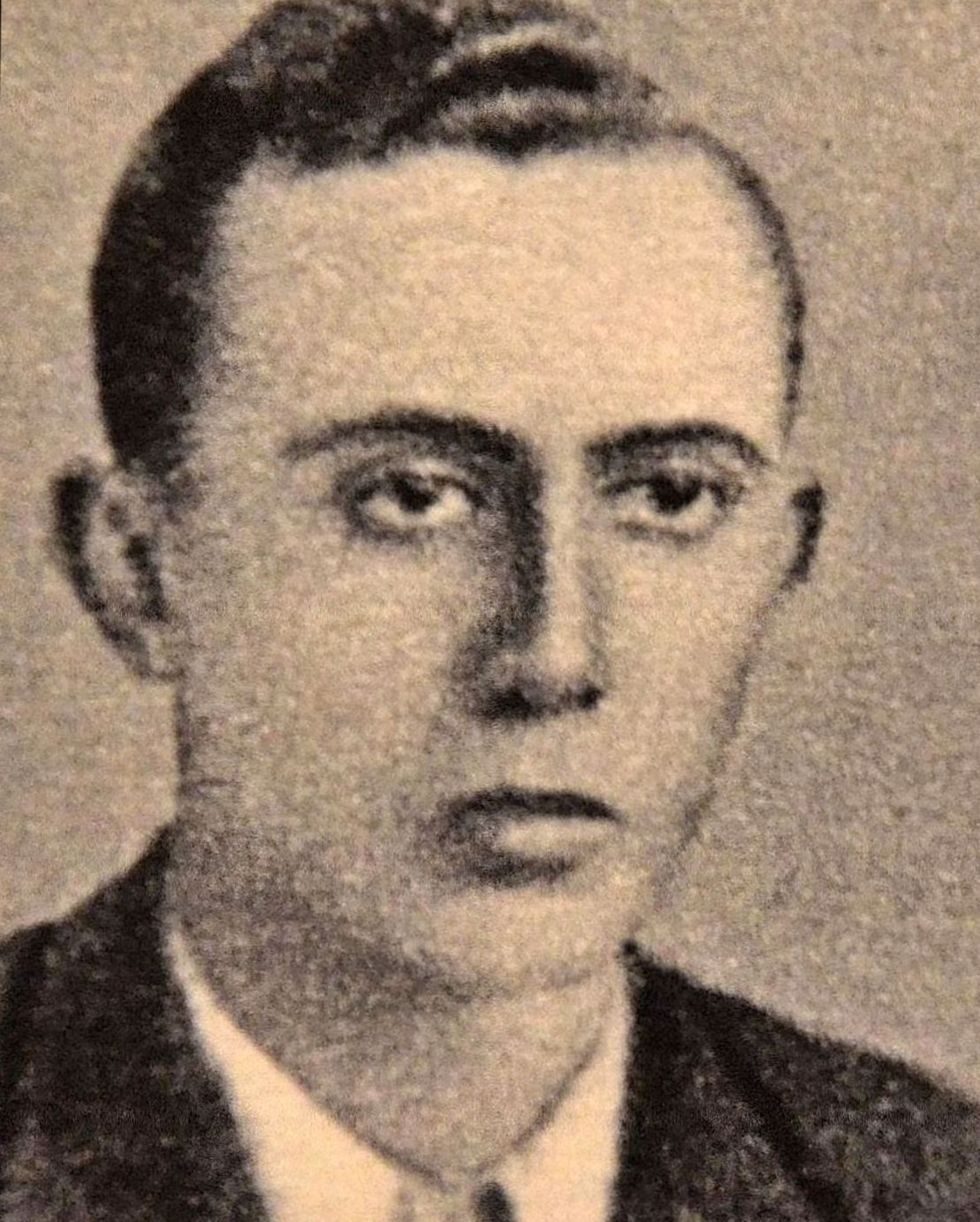
Arie Wilner
Yitzhak Zuckerman (1961) tijdens het proces tegen Eichmann

## Duitse actie in januari

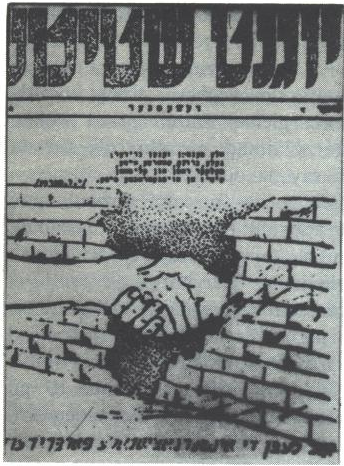
ZOB plakkaat dat oproept tot gezamenlijk verzet tegen de nazi's

Op 9 januari 1943 beval Heinrich Himmler na een bezoek aan Warschau dat het aantal gevangenen in het getto onmiddellijk moest worden teruggebracht. Op 18 januari trokken Duitse troepen onverwacht het getto binnen om achtduizend Joden te verzamelen voor deportatie. De actie kwam als een verrassing, maar tienduizenden Joden wisten onder te duiken. Het bevel om zich te melden op verzamelplaatsen werd breed genegeerd. Voor het eerst in de geschiedenis van het getto moesten Duitse soldaten zelf woningen binnengaan om Joden te verzamelen.

### Spontaan verzet
De Duitsers waren niet voorbereid op Joods verzet. Ook de ZOB werd verrast door de actie. Het was niet mogelijk om gecoördineerd acties uit te voeren. Wel waren er spontane verzetsacties door leden van de ZOB. Onder leiding van Anielewicz mengden gewapende ZOB-strijders zich tussen de rijen mensen die werden afgevoerd naar de verzamelplaats en openden het vuur op de Duitse soldaten.
Als vergeldingsactie werden op 21 januari duizend Joden op het grote plein in het getto doodgeschoten. Duitsers wisten uiteindelijk vijfduizend Joden te deporteren of te doden, maar zagen voorlopig af van verdere deportaties. De bevolking van het getto zag de januari actie als een nederlaag van de Duitsers. Men ging (ten onrechte) ervan uit dat het de bedoeling was geweest om het getto helemaal te elimineren.

### Samenwerking met Poolse ondergrondse
Het Joodse verzet tijdens de acties in januari had een positieve uitwerking op de manier waarop het Poolse verzet de ZOB bekeek. De Armia Krajowa begon positiever te reageren op vragen van de ZOB om wapens en munitie te leveren. Toen contactpersoon Wilner op 6 maart 1943 door de Gestapo werd opgepakt (hij wist later te ontsnappen en keerde terug naar het getto) verliet Zuckerman het getto om de nieuwe ZOB vertegenwoordiger bij de AK te worden.

## Organisatie

### Leiding en financiering
Het hoofdkwartier van de ZOB bevond zich op Miła 29. De leiding van de ZOB was in handen van de komenda. Een belangrijk taak van de leiding was het bewapenen en voeden van de strijders. Om aan geld te komen, werd een beroep gedaan op tot de paar gettobewoners van wie bekend was dat ze nog waardevolle spullen hadden. Dit waren meestal smokkelaars of leden van de Joodse politie. Als ze niet vrijwillig doneerden, hieven ZOB- en ZZW belastingen, of gebruikten ze geweld. Activisten van de ZOB executeerden ook verraders en collaborateurs in het getto.

Plattegrond van het getto. Rode lijn geeft aan het getto in 1940. Geel - het "centrale getto"; Groen - de borstelmakerswerkplaats.; Blauw - fabrieks- en werkplaatsgebied. Roze - spoorwegplatform, "Umschlagplatz". Na de massadeportaties van 1942 werd het getto begin 1943 gereduceerd tot het gebied van het "hoofdgetto" en de fabrieken.

### Leden
De leden van de ZOB waren over het algemeen jonge idealisten met weinig militaire ervaring. Het aantal leden in april 1943 wordt geschat op 400. De leiding was verantwoordelijk voor het voorkomen en oplossen van conflicten tussen de jonge mensen in de nieuw gevormde gevechtseenheden. Nog maar korte tijd daarvoor waren ze lid geweest van jeugdbewegingen met verschillende, vaak concurrerende ideologieën.

### Gevechtseenheden
De ZOB was opgebouwd uit gevechtseenheden. Toen er steeds meer gevechtseenheden werden opgericht, besloot de komenda in het getto drie regionale commandanten te benoemen. Edelman was verantwoordelijk voor het gebied rond de borstelmakerij, Zuckerman voerde aanvankelijk het bevel over de buurt rond de werkplaatsen en fabrieken (o.a. de textielfabriek van Többens), en Anielewicz was verantwoordelijk voor het centrale getto.

### Commandant
In april 1943 benoemde de ZOB voor het eerst een commandant; Anielewicz werd de bevelhebber van de ZOB in het getto van Warschau. Dit gebeurde onder andere op verzoek van de Poolse ondergrondse. 

## Relatie met ZZW
De betrekkingen tussen ZOB en ZZW waren moeizaam. ZZW verklaarde dat de ZOB had geweigerd om de revisionisten in hun organisatiestructuur op te nemen. De ZOB stelde dat de ZZW hun hele organisatie had willen over nemen omdat zij meer militaire ervaring hadden. Een ander punt van strijd was het feit dat beide organisaties vermogende Joden in het getto belastingen oplegden om aan geld te komen. Een plan om tijdens de opstand de manschappen van de beide organisaties onder gedeeld commando te laten opereren bleek niet haalbaar. Wel werden er afspraken gemaakt over wie er in welke delen van het getto actief zou zijn.

## Tactiek

### Voorbereidingen
Aangemoedigd door de resultaten van de verzetsacties in januari, bereidden ZOB en ZZW zich voor op een grootschalige opstand als de Duitsers een poging zouden doen om weer met de deportaties te beginnen. Na de gebeurtenissen in januari veranderde de ZOB van tactiek. De wapens werden verdeeld onder alle eenheden. De eenheden werden getraind om altijd alert te zijn en zelfstandig in actie te komen als gecoördineerde actie niet (meer) mogelijk was. In januari hadden de straatgevechten met de Duitsers tot grote verliezen geleid; de leiding van de ZOB besloot om in het vervolg vooral in of vanuit gebouwen te vechten. Tussen gebouwen werden doorgangen aangelegd, zodat strijders via het dak of de kelder veilig van gebouw naar gebouw konden oversteken. De wegen die de Duitsers vermoedelijk zouden gebruiken werden ondermijnd. De ZZW had een andere tactiek en koos ervoor de Duitse troepen frontaal aan te vallen als ze het getto zouden binnen trekken.

### Bewapening
De poging om aan meer wapens te komen hadden in beperkte mate succes gehad. In januari 1943 had de ZOB een paar granaten en een paar dozijn pistolen. In april 1943 had elk van de ongeveer 500 strijders van de ZOB een pistool en een paar zelfgemaakte handgranaten. Daarnaast beschikte de ZOB over 10 geweren en 2000 zelfgemaakte molotovcocktails. De ZZW was door goede contacten met het Poolse verzet beter bewapend. De naar schatting 250 ZZW-leden hadden allemaal pistolen en granaten, daarnaast had ZZW 21 machinepistolen, acht machinegeweren, en 30 geweren.

### Geen ontsnappingsplan
De ZOB maakte bewust geen plannen voor de ontsnapping van de strijders uit het getto na de onvermijdelijke nederlaag. Het uitgangspunt was dat iedereen in de strijd om zou komen. De strijd was een erekwestie en was niet gericht op een militaire overwinning. Ook hier was er een verschil met de ZZW, die op het laatste moment het getto via tunnels wilde verlaten om 'aan de Poolse kant' de strijd voort te zetten. 

## Opstand van het getto

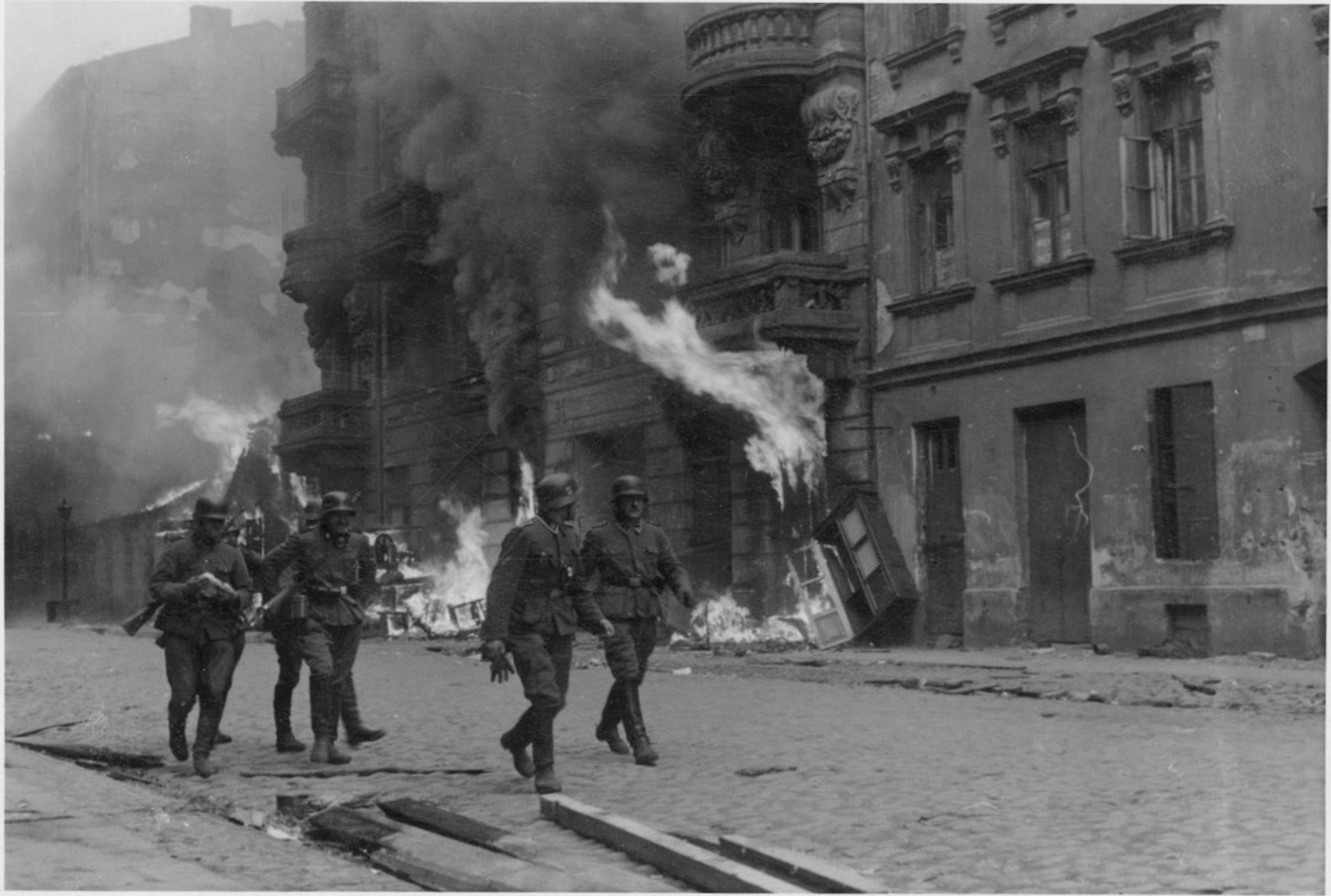
Duitse troepen steken tijdens de opstand het getto in brand

Op 19 april 1943 begonnen de Duitsers onder bevel van SS-generaal Jürgen Stroop met de definitieve eliminatie van het getto. De gettobevolking werd opgeroepen zich te melden voor deportatie, maar deed dat niet. Toen de Duitse troepen het getto binnengingen, werden ze aangevallen door ZOB en ZZW. Dit was het begin van de Joodse gevechtsoperaties die bekend zijn als de opstand in het getto van Warschau.

### Gevechten
De hevigste gevechten tussen Joodse strijders en de Duitse troepen vonden plaats tussen 19 en 28 april 1943. ZOB eenheden vochten op 19 en 20 april tegen de Duitsers in het centrale getto, in het gebied rond de borstelmakerswerkplaats, en rond de werkplaatsen en fabrieken. De ZZW was rond het Muranowskiplein dagenlang in zware gevechten verwikkeld. 
De eerste dagen van de opstand waren de Duitse troepen die door de straten het getto introkken, kwetsbaar voor schoten vanuit gebouwen. Deze tactiek van de ZOB was niet meer effectief toen Duitse troepen na drie dagen het getto gebouw voor gebouw in brand staken om Joden uit de schuilplaatsen te dwingen. Communicatie tussen de verschillende delen van het getto werd al vroeg in de gevechten onmogelijk. Eind april 1943 begon duidelijk te worden dat het verzet het niet lang meer zou kunnen volhouden. De komenda richtte de aandacht op ontsnappingsmogelijkheden uit het getto. Het lukte een deel van de strijders zich aan te sluiten bij partizanengroepen in de bossen rond Warschau.

### Mila 18
In de laatste dagen van de opstand werd het hoofdkwartier verplaatst naar een bunker onder Mila 18. De Duitsers vonden deze bunker op 8 mei 1943 en riepen de bewoners op zich over te geven. Op dat moment waren er meer dan 100 strijders aanwezig, waaronder ZOB commandant Mordechaj Anielewicz. Slechts een klein aantal wist te ontsnappen via een uitgang die niet door de Duitsers was ontdekt. De anderen maakten zelf een einde aan hun leven, of stierven toen de Duitsers de bunker volpompten met gas. Na de dood van Anielewicz nam Edelman het bevel over ZOB over. Hij wist twee dagen later met een aantal medestrijders via de riolen van Warschau te ontsnappen. Op 16 mei berichtte SS-generaal Stroop aan Berlijn dat het getto was geëlimineerd.

### Partizanen
Na de val van het getto bleven overlevende ZOB strijders actief als partizanen. Tijdens de opstand van Warschau in augustus 1944 was Yitzhak Zuckerman commandant van een eenheid binnen de Armia Ludowa (Volksleger) die bestond uit ŻOB-strijders.

## Nagedachtenis

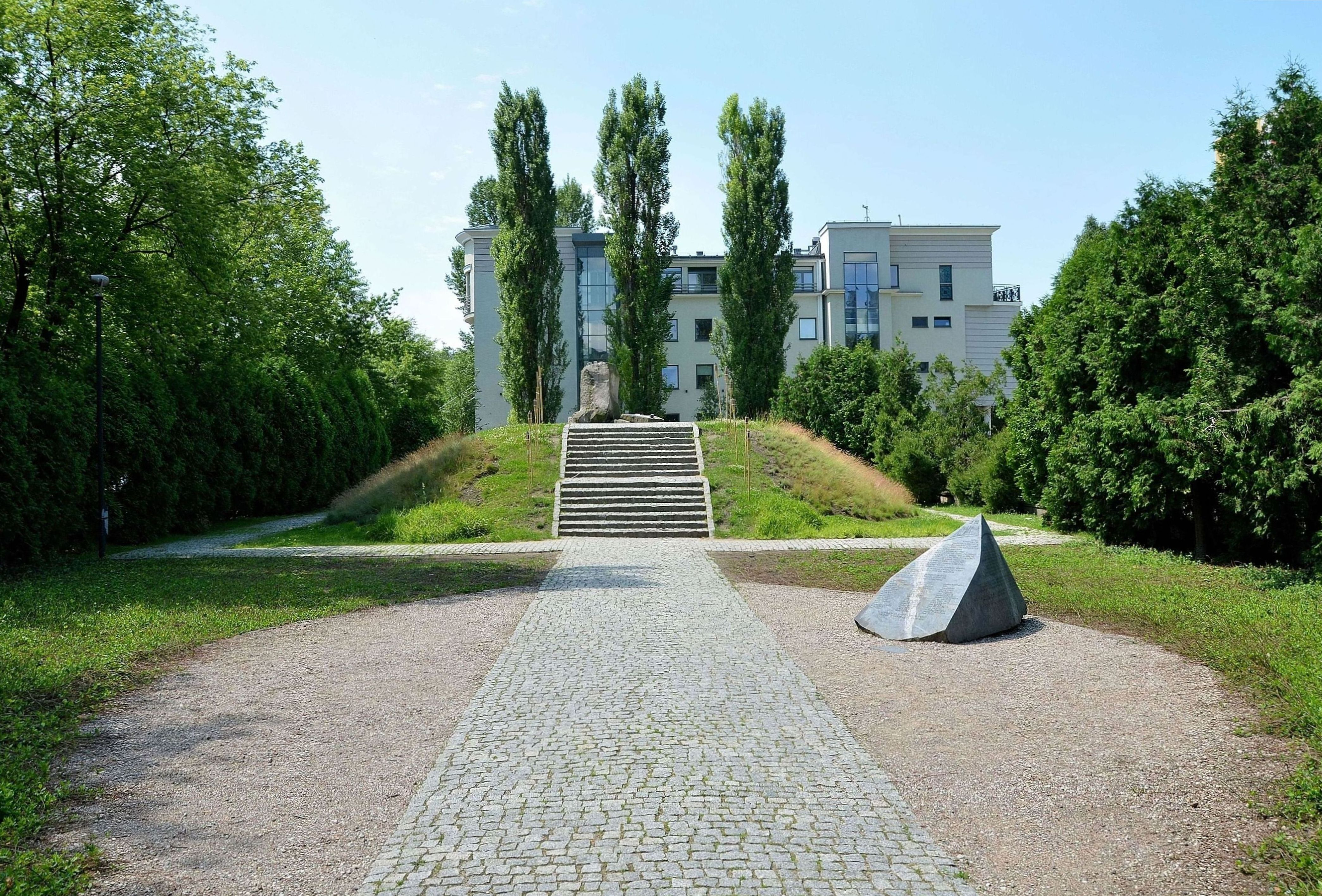
Monument op de plaats van het ZOB hoofdkwartier op Mila 18

Slechts een dozijn ZOB-strijders overleefde de oorlog. Onder hen waren een aantal leiders van het eerste uur: Marek Edelman, Zivia Lubetkin en Yitzhak Zuckerman. De overlevenden van de ZOB begonnen al in het voorjaar van 1944 hun ervaringen vast te leggen. Van de ZZW overleefde maar een handvol strijders, en geen van de commandanten. Door het ontbreken van mensen die verslag konden doen over de ZZW, werd na de oorlog het verhaal van de opstand van het getto vooral het verhaal van de ZOB.
Politieke ontwikkelingen in Polen en Israël hebben deze tendens ondersteund. In de communistische Volksrepubliek Polen werd de rol van de socialisten en communisten in de opstand zwaar aangezet, ten nadele van de revisionistische zionisten. In Israël waren in de eerste decennia na de oorlog vooral sociale en politieke groeperingen dominant die dichter bij de ZOB stonden dan bij de ZZW.
ZOB komenda-leden Zivia Lubetkin en Yitzhak Zuckerman traden in 1961 op als getuigen in het proces tegen oorlogsmisdadiger Adolf Eichmann.